# San Sebastian–Madrid
San Sebastian–Madrid war ein spanischer Straßenradsportwettbewerb, der als Etappenrennen für Berufsfahrer veranstaltet wurde.

## Geschichte
Das Rennen wurde 1895 begründet und fand mit Unterbrechungen bis 1920 statt. Es hatte 4 Ausgaben und fand in der Regel über 3 Etappen statt. Die erste Ausgabe des Rennens war ein Eintagesrennen über 535 Kilometer. Der Kurs führte von San Sebastian im Baskenland in die spanische Hauptstadt Madrid.

## Sieger
- 1895   Orencio Pedrós
- 1896–1912 nicht ausgetragen
- 1913  Óscar Leblanc
- 1914  Antonio Crespo
- 1915–1919 nicht ausgetragen
- 1920  José Pelletier